# Anemie van Fanconi
Anemie van Fanconi of constitutionele aplastische anemie werd in 1927 voor het eerst beschreven door de Zwitserse arts Guido Fanconi. Anemie van Fanconi is een uiterst zeldzame ziekte en is genetisch bepaald.
Anemie van Fanconi is een zeldzame ziekte. Het komt bij ongeveer 1 tot 10 op de 1.000.000 mensen voor. In Nederland zijn naar schatting 20-100 patiënten met deze ziekte. Hierdoor wordt de diagnose vaak niet meteen gesteld. De ziekte openbaart zich vaak al op jonge leeftijd (circa 6 jaar). Vaak overlijden patiënten voor de puberteit.
Anemie van Fanconi is een autosomaal recessief overervende ziekte.
Anemie is een ander woord voor bloedarmoede. Anemie van Fanconi is een zeldzame, erfelijke vorm van aplastische anemie met een ernstige en soms levensbedreigende afname van witte en rode bloedcellen en bloedplaatjes.
Anemie van Fanconi is onder te verdelen in verschillende complementatiegroepen. Er zijn ten minste 13 verschillende typen FA (A t/m N).

## Afwijkingen
De meeste patiënten met anemie van Fanconi hebben vanaf hun geboorte een of meerdere afwijkingen. Veel voorkomende afwijkingen bij de geboorte zijn:
- Groeiachterstand.
- Veel kinderen worden met een vergroeide of extra duim geboren of de duimen ontbreken geheel.
- In een aantal gevallen ontbreekt het spaakbeen of is dit niet voldoende ontwikkeld.
- Ongeveer één vijfde van de patiënten met anemie van Fanconi lijdt aan een variëteit van misvormingen van het skelet als aangeboren heupafwijkingen, afwijkingen van de ruggengraat, scoliose en ribafwijkingen.
- Sommige patiënten met anemie van Fanconi worden geboren met een ontbrekende nier, gedraaide nieren of aan elkaar gegroeide nieren (ook wel hoefijzernieren genoemd). Ongeveer 25% van de patiënten heeft met deze problemen te maken.
- Veel patiënten ontwikkelen zogenaamde "café-au-lait"-vlekken. Dit zijn kleine (groter dan sproeten) vlekjes op de huid.
- Het lichaam doet gedeeltelijk zongebruind aan, dit wordt hyperpigmentatie genoemd.
- Patiënten kunnen een te klein hoofd of te kleine ogen hebben.
- Sommige kinderen zijn verstandelijk gehandicapt. Veel kinderen hebben een leerachterstand.
- Veel kinderen worden met een te laag gewicht geboren.
- Een groot aantal patiënten heeft last van spijsverteringsproblemen, vaak zonder aanwijsbare oorzaak.
- Sommige patiënten worden geboren met hartafwijkingen, vaak in het weefsel dat de kamers van elkaar scheidt.
- Bij jongens blijven de voortplantingsorganen onderontwikkeld.

De diagnose kan op verschillende manieren en momenten gesteld worden. Dit kan door middel van een vlokkentest rond de 11e week van de zwangerschap of een vruchtwaterpunctie rond de 16e week van de zwangerschap. Deze middelen worden alleen gebruikt als er al een bekend geval van FA in de familie is.
Na de geboorte kan de ziekte worden vastgesteld door middel van een chromosoombreuktest.

## Behandeling
Op het moment is er nog geen behandeling voor FA. De aplastische anemie kan in bepaalde gevallen worden genezen door het toepassen van een beenmergtransplantatie of een stamceltransplantatie. Hierbij wordt het eigen defecte beenmerg vernietigd en vervangen door beenmerg van een donor. Dit beenmerg moet HLA-identiek zijn aan het beenmerg van de patiënt. HLA staat voor Human Leukocyte Antigen. De donor moet HLA-identiek zijn aan de ontvanger om de kans op GVH-syndroom te verkleinen. In het geval van GVH valt het immuunsysteem van het beenmerg van de donor het lichaam van de ontvanger aan. In het geval van een HLA-identieke verwante donor is het slagingspercentage van een beenmergtransplatatie aanzienlijk hoger dan in het geval van een niet verwante donor. Er wordt bij het besluit om te transplanteren dan ook eerst bij gezinsleden getest. Pas daarna wordt verder gezocht naar andere donoren. Dit wordt een Matched Unrelated Donor (MUD) genoemd.
Het is tegenwoordig mogelijk om uit de navelstreng van een pasgeboren HLA-identiek broertje of zusje stamcellen te halen voor transplantatie.
Hiermee kan de aplastische anemie dus verholpen worden maar daarmee blijven de aangeboren afwijkingen.
Mensen met anemie van Fanconi hebben een erg grote kans op kanker. Iedere cel raakt regelmatig beschadigd in zijn DNA. Tijdens het delen van de cel bijvoorbeeld, sluipen er bij het kopiëren ervan regelmatig foutjes in. Dit is normaal geen probleem omdat het defecte DNA dan door eiwitten wordt vervangen door nieuw gezond DNA. Dit wordt geregeld door een soort van DNA-onderhoudsdienst. Bij patiënten met FA ligt daar het probleem. Zij hebben een aangeboren defect in die onderhoudsdienst. Daardoor blijven zich fouten opstapelen en krijgen veel patiënten al op een relatief jonge leeftijd kanker. Veel voorkomende vormen zijn kanker in de hals en slokdarm en leukemie.